# Kinesisk kursiv stil
| Kursiv stil (till höger) jämfört med kinesisk normalstil (till vänster). |  | Kursiv stil (till höger) jämfört med kinesisk normalstil (till vänster). |
| Kursiv stil (till höger) jämfört med kinesisk normalstil (till vänster). |  |                                                                          |

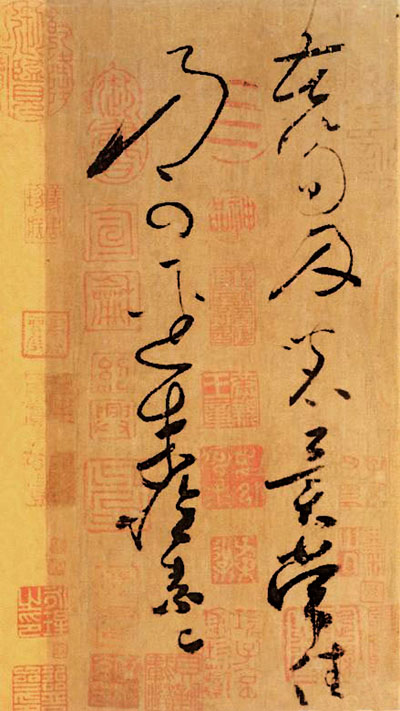
Ett av verk i kursiv stil utfört av mästaren Huaisu.

Kursiv stil eller grässkrift (草书; 草書; Cǎoshū) är en kursiv stil av kinesisk kalligrafi och en av de fem grundstilarna.
Kursiv stil är jämfört med andra kinesiska kalligrafistilar snabbast att skriva. Detta genom att tecknen förenklas och varje streck kontinuerligt länkas till varandra, dvs varje skrivtecken skrivs med ett enda penseldrag utan att penseln tappar kontakt med pappret.
Den populärvetenskapliga benämningen Grässkrift kommer av att tecknet "草" normalt betyder gräs. Dock har det även en alternativ betydelse som handskrift, manuskript, utkast, skiss vilket är den rätta betydelsen i detta sammanhang.
När det under Handynastin (206 f.Kr.–220) började bli vanligt att skriva med pensel och bläck utvecklades kursiv stil, och senare även löpande stil, från normalstilen och från kanslistilen som är betydligt mer tidsödande att skriva. På slutet av 100-talet hade den kursiv stilen mognat. Den kanske mest kända mästaren som utövat kursiv stil är Zhang Zhi (d. 192) som var pionjär i stilen, och kallas "Kursiv stils helgon" (草聖). Under Tangdynastin (618–907) utvecklades den kursiva stilen till att bl mer kraftfull och ohämmad. Utmärkande utövare av denna nyare kursiv stil var Huaisu (737–799) som tillsammans med Zhang Xu var de största utövarna under Tangdynastin.